# أنوارد (قاطرة)

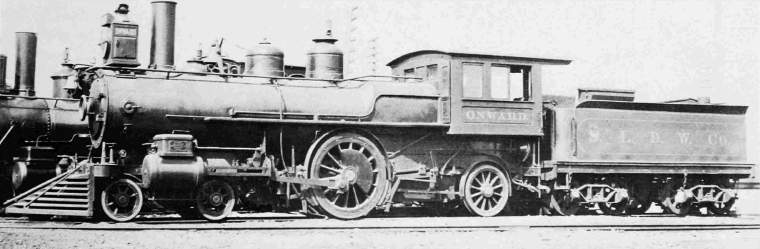
قاطرة سوينرتون "أنوارد"

كانت قاطرة أنوارد تحتوي على عجلات قيادة متعددة الأضلاع. تمت صناعة هذه القاطرة ذات الفاعلية المنخفضه إلى حد ما مع محور قيادة وحيد فقط في عام 1887 بواسطة هينكلي لوكوموتف وركز (Hinkley Locomotive Works) في بوسطن لصالح شركة سوينرتون لوكوموتف درايفينج وييل (Swinerton Locomotive Driving Wheel Company).

## التاريخ
في عام 1887، حصلت شركة سوينرتون لوتوموت لتعليم قيادة السيارات في الولايات المتحدة الأمريكية على قاطرة فريدة تسمى أنوارد، والتي تمت صناعتها بواسطة هينكلي لوكوموتف وركز في بوسطن، وكانت مميزةً وفريدةً من نوعها؛ وذلك لأن عجلاتها لم تكن مستديرة. قد حدد مؤسس الشركة أن كلا العجلتين يجب أن يكونا مضلعين مع 118 جانبًا، طول كل قطعة مسطحة حوالي 2 بوصة (50 مم). لقد أراد أن يثبت أن ملامسة الخط عند تقاطع كل قطعة سيكون له التصاق بالسكة أفضل من العجلة الدائرية، التي كان من المفترض أن يكون لها نقطة اتصال فقط. مع ذلك، لم يكن هذا هو الحال في الواقع، حتى تشوه الصلب تحت ضغط قوي، لذلك توجد في الواقع منطقة تلامس حتى مع وجود عجلة دائرية.
كان للقاطرة 4-2-2 محور قيادة واحد، وتم التخلي عن ترتيب العجلات هذا في مكان آخر بسبب سوء التصاقه. ربما تم اختياره للتأكيد على فعالية القاطرة. تمت تجربة أنوارد على العديد من الخطوط الشمالية الشرقية، لكنها لم تثبت فاعليتها، وبالتالي فشلت في إقناع رجال السكك الحديدية العمليين. من المحتمل أن يتسبب نصف القطر غير الثابت في حدوث قدر هائل من الاهتزاز.
بيعت قاطرة سوينرتون «أنوارد» إلى بورتلاند وروتشستر للسكك الحديدية، بعد أن تم استبدال عجلات القيادة المضلعة بعجلات مستديرة تقليدية، وبعد بضع سنوات، أرسلته شركة P&R إلى شركة (Manchester Locomotive Works) لإعادة تصنيعها كعربة عادية ذات ثماني عجلات. قُطعت قاطرة أنوارد كخردة في عام 1905.